# Dolichopeza (Dolichopeza) americana
Dolichopeza (Dolichopeza) americana is een tweevleugelige uit de familie langpootmuggen (Tipulidae). De soort komt voor in het Nearctisch gebied.